# فرنسيسكو جاي سيرانو
فرنسيسكو جاي سيرانو (بالإسبانية: Francisco J. Serrano)‏ هو رسام ومهندس معماري وأستاذ جامعي مكسيكي، ولد في 12 مارس 1900 في مدينة مكسيكو في المكسيك، وتوفي بنفس المكان في 3 ديسمبر 1982.